# سانت أوبين هاينز
سانت أوبين هاينز (بالإنجليزية: St. Aubyn Hines)‏ (مواليد 21 مارس 1972) هو ملاكم جامايكي، مثّل بلاده في الألعاب الأولمبية الصيفية 1992.

## روابط خارجية
سانت أوبين هاينز على موقع أوليمبيديا (الإنجليزية)